# Gernot Plassnegger
Gernot Plassnegger né le 23 mars 1978 à Leoben en Autriche, est un footballeur international autrichien évoluant au poste d'arrière droit et reconverti entraîneur. Il est actuellement en poste au SV Oberwart.

## Biographie

### En club
Né à Leoben en Autriche, Gernot Plassnegger commence sa carrière au FC Puch avant de rejoindre l'Austria Salzbourg (2005) en 1995. C'est avec ce club qu'il découvre la première division autrichienne, jouant son premier match le 16 mars 1996 face au Grazer AK. Il entre en jeu à la place de Heimo Pfeifenberger et son équipe s'incline par deux buts à un.
Il rejoint lors de l'été 2001 le VfL Wolfsburg, où il découvre la première division allemande. Il joue son premier match dans l'élite du football allemand le 28 juillet 2001, lors de la première journée de la saison 2001-2002, face au Bayer Leverkusen. Il est titularisé et son équipe s'incline par deux buts à un. Il ne s'impose toutefois pas à Wolfsburg et joue pour le Waldhof Mannheim la saison suivante, à l'échelon inférieur, où il brille. Le FC Hansa Rostock le recrute dès l'été 2003, pensant avoir fait une bonne affaire mais Plassnegger ne parvient pas à franchir le palier de la Bundesliga et quitte le club au bout d'un an.
Il retourne alors en Autriche et s'engage en juillet 2004 au Grazer AK. Il joue son premier match pour ce club le 9 juillet 2004, à l'occasion de la Supercoupe d'Autriche contre l'Austria Vienne, son ancien club. Il est titularisé et joue l'intégralité de la rencontre, qui se poursuit en prolongations et son équipe s'incline lors d'une séance de tirs au but.
Le 7 juillet 2009, il rejoint l'Admira Wacker où il termine sa carrière professionnelle.

### En sélection
Avec les espoirs, il inscrit trois buts : un but lors d'un match amical contre la France, et deux buts lors des éliminatoires de l'Euro espoirs 2000, contre Israël et Chypre. A plusieurs reprises, il officie comme capitaine des espoirs.
Le 6 octobre 2006, Gernot Plassnegger honore sa première et unique sélection avec l'équipe nationale d'Autriche face au Liechtenstein. Il est titularisé avant d'être remplacé par Christian Fuchs lors de cette rencontre qui voit les Autrichiens l'emporter sur le score de deux buts à un.

### Carrière d'entraîneur
Gernot Plassnegger entame sa carrière d'entraîneur avec l'un des clubs où il a été joueur, le Grazer AK, en 2013.
Le 26 septembre 2017, Gernot Plassnegger est nommé entraîneur principal du SC Austria Lustenau, succédant ainsi à Andreas Lipa (en). Le 4 septembre 2019, il résilie son contrat à l'amiable avec le SC Austria Lustenau. Il totalise 61 matchs pour 28 victoires, 14 nuls et 19 défaites à la tête de l'équipe.
Le 2 mars 2020 il est de retour au Grazer AK, où il est de nouveau nommé entraîneur principal de l'équipe première. Il parvient à placer le club à la sixième place de la deuxième division en 2020-2021 mais est démis de ses fonctions en octobre 2021.

## Palmarès
Austria Salzbourg (2005)
- Champion d'Autriche (1) :
  - Champion : 1996-1997.

 Admira Wacker
- Championnat d'Autriche de D2 (1) :
  - Champion : 2011.